# Bartholomäus Bruyn der Jüngere
Bartholomäus Bruyn der Jüngere  (auch: Barthel Brun/Bruyn; * 1523 / 1525 in Köln; † 1607 / 1610 in Köln) war ein deutscher Porträtmaler der Renaissance.

## Leben und Wirken
Bartholomäus Bruyn war der Sohn von Bartholomäus Bruyn dem Älteren, in dessen Werkstatt er auch ausgebildet wurde. Er galt als der letzte Hauptmeister der alten Kölner Schule und wegen seines beinahe farblosen Inkarnats als
„Meister der blassen Gesichter“. Die Malerfamilie Bruyn hatte in Köln eine über hundertjährige Dominanz und repräsentierten die von der niederländischen Kunst beeinflusste dritte Epoche der Kölner Malerschule.
Bartholomäus Bruyn heiratete im Jahr 1555 die wohlhabende Agnes Patberg/Pottbergs/Bodtbergs aus Essen-Werden († vor 1623). Sie hatten vier Kinder, von denen ihr Sohn Nikolaus de Bruyn (* 1570 in Antwerpen) in der Familientradition blieb und ebenfalls Maler wurde. Nachdem Bruyn im Jahr 1557 seine Geschwister ausbezahlt hatte, gehörten ihm nun die Häuser und die Werkstatt seines Vaters.

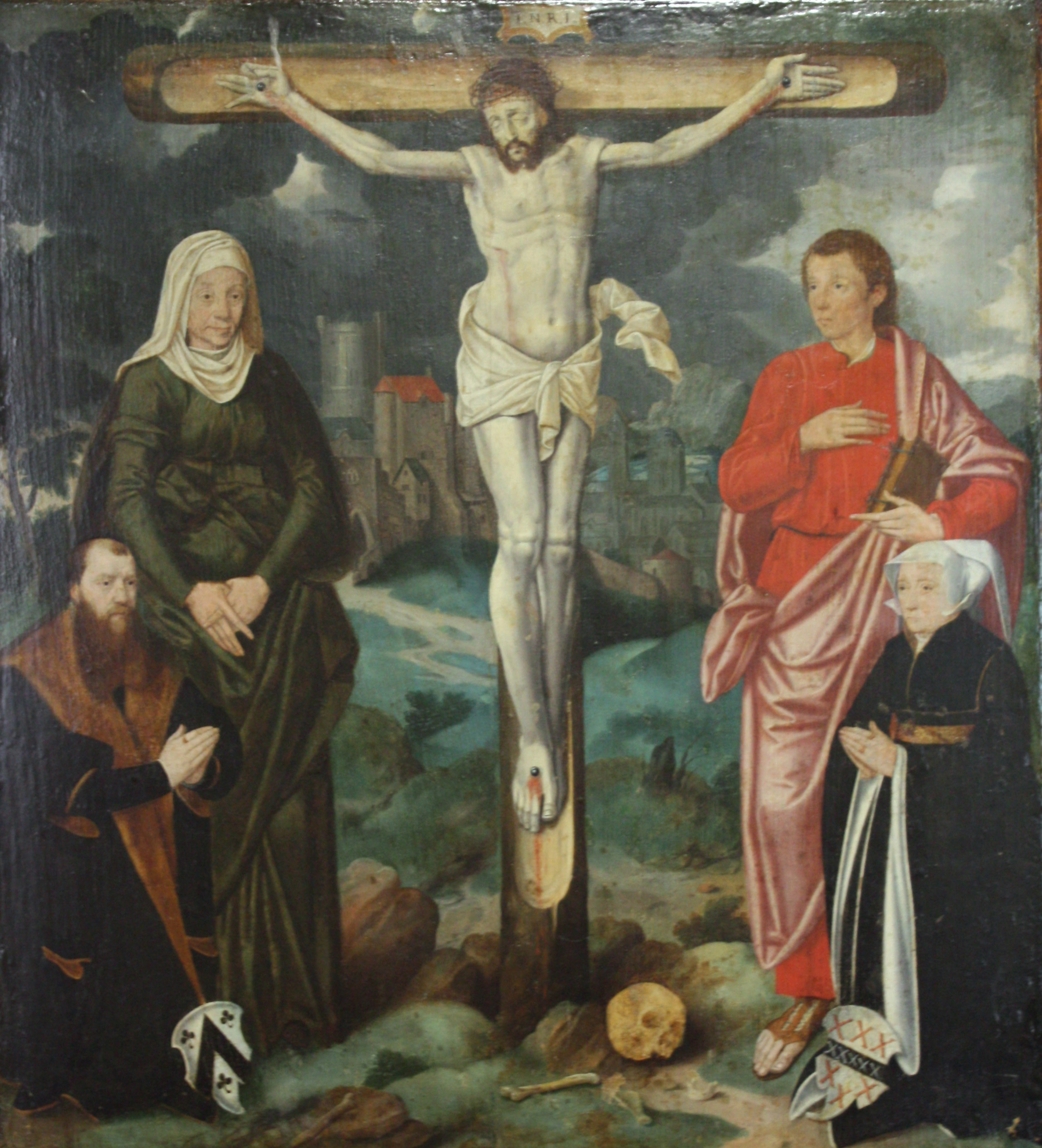
Stifterbild Weinsberg

In Köln galt der Ratsherr und Advokat Hermann von Weinsberg als der maßgebliche Gönner und Förderer von Bruyn. Bei seinem ersten Auftragswerk aus dem Jahr 1556, einem Flügelaltar, wurde ihm das ikonographische Programm detailliert vorgegeben: Neben Maria und Johannes unter dem Kreuz ließ Weinsberg am vorderen Bildrand links sein eigenes Stifterbild, gegenüber das seiner Frau, beide mit Wappen abgebildet, einfügen. Sämtliche Heiligen, ausgenommen Christus, hat Weinsberg bemerkenswerterweise mit Porträts von weiteren Verwandten und Freunden ausstatten lassen.
Bruyn richtete später seine Werkstatt im Haus des Malers Stefan Lochner ein, der das so genannte Haus in der Höhle an der Ecke der Kölner Schildergasse im Jahr 1444 erworben hatte. Da sich Bruyns Privathaus neben einer der ältesten Kirchen in Köln befand, nämlich Alt St. Alban, wurde er zeitweise auch als Maler vor St. Albain bezeichnet.
Im Jahr 1579 erfolgte durch die Malergaffel Bruyns Wahl als Nachfolger seines Bruders Arnt Bruyn in den Kölner Rat. Bereits zuvor, im Jahr 1567, wurde er ebenso wie zwischen 1580 und 1607 zum Senator ernannt. Ab 1591 ließ sein Augenlicht nach und er erhielt das Ehrenamt eines Bannerherrn. Darüber hinaus gehörte Bartholomäus Bruyn noch der Achatiusbruderschaft an. Nach dem Tod seines Gönners Hermann Weinsberg finden sich ab 1607 keine nennenswerten Informationen mehr über Bartholomäus Bruyn. Ab dem Jahr 1610 hat der Maler Gortzius Geldorp die Stelle von Bartholomäus Bruyn dem Jüngeren im Rat der Stadt Köln übernommen.

## Stil
Zunächst malte er im Stil seines Vaters, hatte aber um 1570 seinen eigenen Porträtstil mit lasierendem Duktus entwickelt. Seine Farbpalette bestand aus Schwarz, Weiß, Grau, Braun und lavierendem Inkarnat. Die szenischen Darstellungen umgab er mit detailreichen Landschafts- und Stadtansichten. Seine Verblauung bezeugt seine Kenntnis von Leonardo da Vincis Sfumato.
Gortzius Geldorp aus Löwen, der schon zu Bruyns Lebzeiten zu dessen stärksten Konkurrenten zählte, löste ihn nun auch als Hauptmaler in Köln ab.

## Werke (Auswahl)

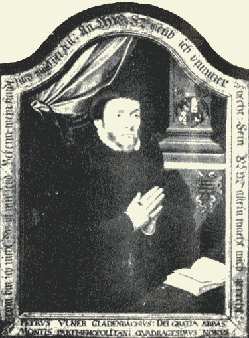
Peter Ulner

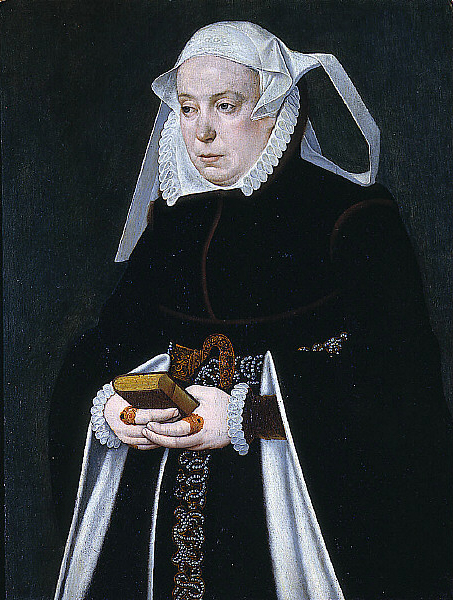
Damenbildnis mit Gebetbuch

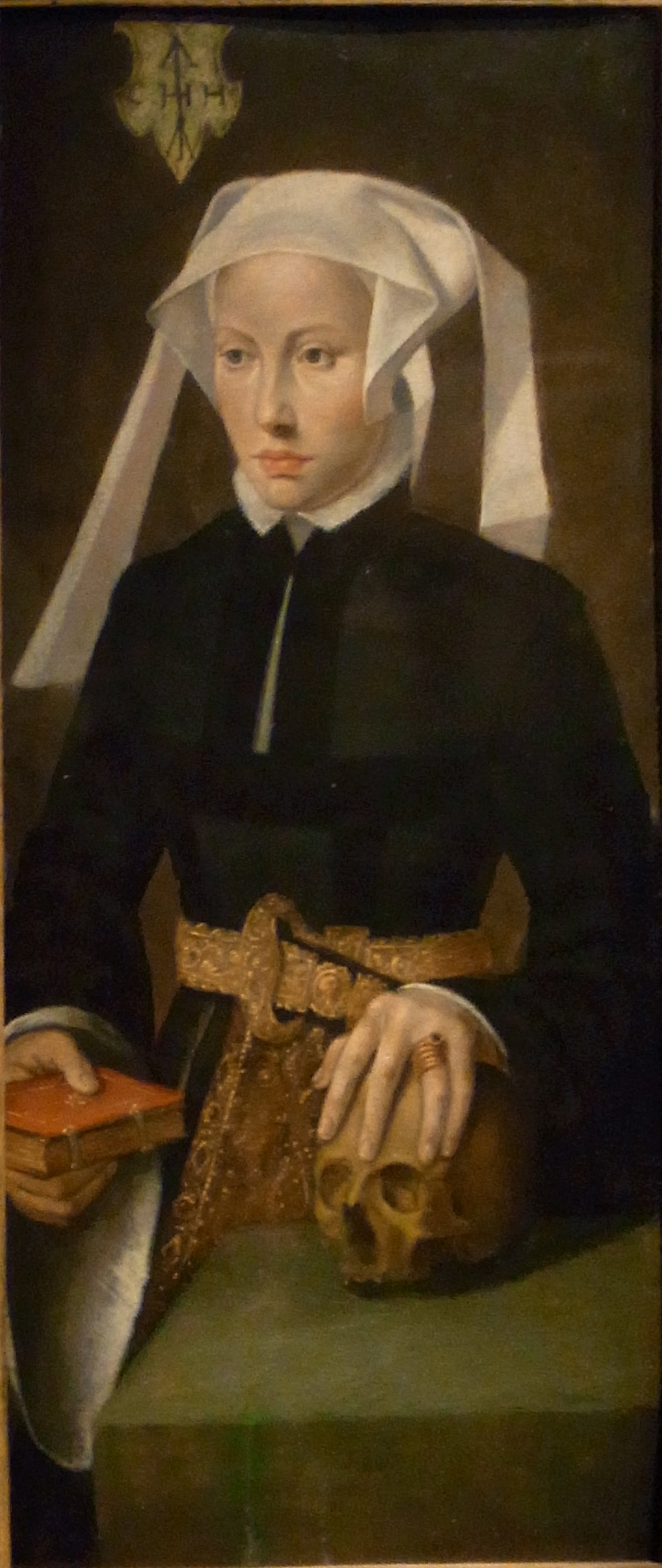
Damenbildnis mit rotem Buch

- 1547 57 Szenen aus dem Alten Testament für das Karmeliterkloster in Köln in Zusammenarbeit mit seinem Vater und seinem Bruder Arnt.
- 1547 Herrenbildnis mit braunem Vollbart, mit Handschuhen und Brief, 47 × 33 cm, (1891: Wallraf-Richartz-Museum in Köln) (WRM)
- 1551 Damenporträt 65 × 48 cm, (WRM)
- 1556–57 Flügelaltar, tradierte erste eigene Auftragsarbeit. Stifter: Hermann Weinsberg und seine Ehefrau Feigin/Sophie, geb.Ripgen, für die Turmhalle von St.Jakob in Köln, wo das sich Werk bis 1579 befand. Mitteltafel im Kölnischen Stadtmuseum, die Flügel sind verschollen. Holzarbeit von Meister Peter, Schnitzer hinter St.Merjen. Es stellt eine Golgota-Gruppe mit den Stiftern, Adam und Eva, Abraham und die 4 Evangelisten dar. Der Auftraggeber ließ außer im Christuskopf folgende Personen abbilden: Maria: seine Frau; Johannes: seinen Sohn Johan; Abraham:Peter Nuvenar, Kirchmeister; Moses: Heinrich van Kruffitz, Kirchmeister; Matthias: Meister Johan Cortessum Offermann; Markus: sein Bruder Gotschalk, Lukas: sein Bruder Cherstgen/Christian und Johannes: Johan Nuvenhaven, Pastor.[5]
- 1556 Hermann und Sophie von Weinsberg Porträt
- 1558 Beweinung Christi, Triptychon in St. Georg, Köln
- 1560 Ulner Diptychon, Signatur: BARTHOLOMEO BRVN FECIT (an der Plinthe; einziges sign. Werk). LVR-LandesMuseum Bonn. Andachtsdiptychon: Innen links: Peter Ulner (1523–1595) betend, Mönch in Werden, seit 1565 Abt des reformierten Klosters Bergen bei Magdeburg; Innen rechts: Halbfigur Christus das Kreuz tragend. Außenseiten rechts: Vanitas-Darstellung eines Totenkopfs, dieses Motiv findet sich auch im Œuvre seines Vaters.
- ca. 1560 Weibliches Porträt mit Gebetbuch, Öl auf Leinwand, Art Institute of Chicago
- 1560? Diptychon: Abt Peter Ulner und Christus als Schmerzensmann (1891: Konsul Eduard Weber in Hamburg)
- 1576 Gefangennahme Christi im Garten Gethsemane mit den Stifterfiguren von Hermann Weinsberg(vom 12. Mai 1563) und seiner zweiten Ehefrau Gertrud, geb.Ripgen, Witwe Brass, für den Umgang des Karmeliterklosters. Für Hermann Weinsberg ist B.Bruyn auch als Anstreicher 1576 tätig.
- 1563 Herrenporträt 43 × 33 cm, (1883 Berlin), (WRM)
- 1566 Herrembild mit rotem Bart 40 × 31 cm, (WRM)
- 1567 Martinus Snellius, Tondo, Durchmesser 24 cm, (WRM)
- Peter Ulner, Porträt
- Versuchung Christi mit Stifterfigur, Landesmuseum Bonn.
- 1576 Gottschalk von Weinsberg (1891: vom Berliner Museum an die Zeichenschule Brandenburg)
- 1576 Elisabeth von Weinsberg, geb. Horn, dsgl.
- 1581 Hermann von Wedich en face 69 × 33 cm, (WRM)
- 17. Mai 1583 Herman Weinsberg als Greis Am Sonntag, den 17. April 1583 und am Montag, den 2. Mai 1583 sitzt der 66-Jährige Porträt. Es ist sein 5. Porträt (1540/42; 1551; 1556 15. April 1557; 1559/1576; 1583).
- Herrenbildnis (1891: Gemäldegalerie Aschaffenburg)
- Damenbildnis Öl auf Holz, 51 × 3 cm, (WRM)
- Pater Laurentius Surius, Kartäusermönch 23. Mai 1538, 55 × 41 cm, (WRM)
- Herrenbildnis mit blondem Vollbart, 51 × 34 cm, (WRM)
- Bürgermeister Goeddert Hittorp, 83 × 39 cm, (WRM)
- Damenbildnis 1,03 × 0,71 m, (WRM)
- Herrenbildnis mit rötlichem Bart 42 × 29 cm, (WRM)
- Bürgermeister Goeddert Hittorp und sein Sohn betend 1,07 × 0,28 cm, (WRM)
- Herrenbildnis mit langem weißen Bart, 55 × 33 cm, (WRM)
- Herrenbildnis mit Vanitas Kopf, 47 × 37 cm, (WRM)
- Herrenbildnis mit rotem Bart 56X51 cm, (WRM)
- Damenbildnis mit Gebetbuch 51 × 26 cm, (WRM)
- Hermann von Wedich und drei Söhne 81 × 33 cm, (WRM)
- Bischof en face 69 × 53 cm, (WRM)
- junger Mann  cm, verschollen
- bartloser junger Mann en face 35 × 25 cm, (WRM)
- alter Mann mit Sohn 1,12 × 039 m, (WRM)
- zwei Frauen und drei Mädchen 1,12 × 039 m, (WRM)
- graubärtiger Herr mit Totenkopf 49 × 29 cm, (WRM)
- Schwarzbärtiger mit Jungen vor sich 61 × 43 cm, (WRM)
- junge Dame lebensgroße Halbfigur (1891 Herr Dormagen)
- ältere Dame 49 × 69 cm, (1891: Herzogliches Museum in Gotha)
- Damenporträt mit rotem Buch (1891: Kunsthändler Sedelmeyer in Paris)
- Stifterfamilie auf zwei Tafeln Bezeichnung: Opheuysen, Heygen 1539; 1873 von Merlo erworben von Konsul Eduard Weber in Hamburg